# Coprincipi di Andorra
I coprincipi di Andorra sono congiuntamente i capi di Stato (catalano: cap d'estat) del Principato di Andorra. 
Incarico fondato nel 1278 utilizzando un trattato tra il vescovo di Urgell e il conte di Foix, questo accordo diarchico unico è persistito attraverso il Medioevo fino ad oggi. Attualmente, il vescovo di Urgell (Josep-Lluís Serrano Pentinat) e il presidente della Francia (Emmanuel Macron) servono come coprincipi di Andorra, in seguito al trasferimento delle pretese del conte di Foix alla Corona di Francia e, successivamente, al Presidente della Repubblica francese. 
Ogni coprincipe nomina un rappresentante personale; il coprincipe episcopale è attualmente rappresentato da Eduard Ibáñez Pulido e il coprincipe francese è attualmente rappresentato da Patrick Strzoda.

## Storia
La tradizione vuole che Carlo Magno concesse una carta al popolo andorrano in cambio della loro lotta contro i Mori. Il signore feudale di questo territorio fu inizialmente il conte di Urgell. Nel 988, tuttavia, il conte Borrell II cedette Andorra alla diocesi di Urgell in cambio di terre in Cerdagna. Il vescovo di Urgell, con sede a Seu d'Urgell, ha governato Andorra da allora.
Prima del 1095, Andorra non aveva alcun tipo di protezione militare, e poiché il vescovo di Urgell sapeva che il conte di Urgell voleva reclamare le valli andorrane, chiese aiuto al signore di Caboet. Nel 1095, il signore e il vescovo firmarono una dichiarazione di co-sovranità su Andorra. Arnalda, figlia di Arnau di Caboet, sposò il visconte di Castellbò, ed entrambi divennero visconti di Castellbò e Cerdanya. La loro figlia, Ermessenda, sposò Roger Bernat II, il conte francese di Foix. Divennero, rispettivamente, conte e contessa di Foix, visconte e viscontessa di Castellbò e Cerdanya, e anche co-sovrani di Andorra (insieme al vescovo di Urgell).
Nell'XI secolo, sorse una disputa tra il vescovo di Urgell e il conte di Foix. Il conflitto fu mediato dal regno d'Aragona nel 1278 e portò alla firma del primo paréage, che prevedeva che la sovranità di Andorra fosse condivisa tra il conte e il vescovo. Ciò diede al principato la sua indipendenza, il suo territorio e la sua forma politica e segnò l'inizio formale dell'accordo monarchico unico di Andorra.
Per eredità, il titolo Foix su Andorra passò ai re di Navarra. Dopo che Enrico III di Navarra fu incoronato Enrico IV di Francia, emanò un editto nel 1607 che stabiliva il re di Francia e il vescovo di Urgell come coprincipi di Andorra. Nel 1812-1813, il Primo Impero francese annesse la Catalogna e la divise in quattro dipartimenti, con Andorra che faceva parte del distretto di Puigcerdà (dipartimento del Segre). Dopo la sconfitta di Napoleone I, un decreto reale annullò questa annessione e Andorra tornò alla sua precedente indipendenza e stato politico. I codiritti sul Principato si trasmisero quindi ai re di Francia, poi agli imperatori dei francesi ed infine ai presidenti della Repubblica.
Il 12 luglio 1934, il sistema monarchico di Andorra fu sfidato da un avventuriero di nome Boris Skosyrev, che emanò un proclama a Urgell dichiarandosi "Boris I, re di Andorra". Sebbene inizialmente godesse di un certo sostegno all'interno dell'establishment politico di Andorra, fu infine arrestato dalle autorità spagnole il 20 luglio 1934 dopo aver dichiarato guerra al vescovo di Urgell (che si era rifiutato di rinunciare alla propria pretesa sul principato). Skosyrev fu espulso e non fu mai considerato il monarca andorrano in alcun senso legale.
Prima del 1993, Andorra non aveva ancora una costituzione e le prerogative esatte dei coprincipi non erano definite specificamente dalla legge. Nel marzo 1993, una costituzione fu approvata con un voto del popolo andorrano e firmata in legge dai due coprincipi regnanti all'epoca: il vescovo Joan Martí Alanis e il presidente François Mitterrand. Chiarì la continuazione dell'unica diarchia andorrana e delineò anche il ruolo preciso e le prerogative dei due coprincipi. Prima dell'adozione della costituzione, Andorra pagava negli anni dispari un tributo di circa 460 dollari al sovrano francese, mentre negli anni pari pagava un tributo di circa 12 dollari al vescovo spagnolo, più sei prosciutti, sei formaggi e sei polli vivi. Questa usanza medievale fu successivamente abbandonata nel 1993.
Nel 2009, il presidente francese Nicolas Sarkozy minacciò di abdicare come coprincipe francese se il principato non avesse modificato le sue leggi bancarie per eliminare il suo status di paradiso fiscale di lunga data.
Nel 2014, Joan Enric Vives i Sicília ha dichiarato che avrebbe abdicato come vescovo di Urgell e coprincipe di Andorra se il parlamento andorrano avesse approvato una legge che legalizzasse l'aborto. Il vescovado sarebbe stato quindi tenuto in sospeso almeno fino a quando la legge non fosse stata promulgata, in modo che nessun chierico avrebbe dovuto firmarla. Ciò avrebbe reso Andorra il secondo paese (dopo il Belgio) in cui un capo di Stato si è rifiutato di firmare una legge che legalizzasse l'interruzione volontaria di gravidanza senza impedirne la promulgazione.

## Descrizione
La Costituzione di Andorra definisce attentamente il ruolo esatto e le prerogative dei coprincipi di Andorra oggi. La costituzione stabilisce Andorra come "coprincipato parlamentare", prevedendo che il vescovo di Urgell e il Presidente della Repubblica Francese servano insieme come capi di stato congiunti. La costituzione distingue tra quali poteri i coprincipi possono esercitare da soli (articolo 46) e quali richiedono la controfirma del capo del governo andorrano o l'approvazione del "Síndic General", il presidente della legislatura andorrana (articolo 45).
I poteri che i coprincipi possono esercitare da soli includono:
- Esercizio congiunto della «prerogativa della grazia» (potere di perdonare);
- Ogni coprincipe può nominare un membro del Consiglio superiore della giustizia e un membro del Tribunale costituzionale;
- Istituzione dei servizi che ritengono necessari per adempiere alle loro prerogative costituzionali e nomina di persone incaricate di tali servizi;
- Richiedere un giudizio preliminare sulla legittimità costituzionale di proposte di legge o di trattati internazionali;
- Accettare il testo di qualsiasi trattato internazionale prima di sottoporlo all'approvazione parlamentare;
- Portare un caso davanti al Tribunale Costituzionale in caso di conflitto sull'esercizio delle loro prerogative costituzionali.

I poteri che i coprincipi possono esercitare congiuntamente al capo del governo includono:
- Convocare elezioni o referendum in conformità alle disposizioni costituzionali;
- Nominare il capo del governo in conformità alle disposizioni costituzionali;
- Sciogliere il Consiglio generale (la legislatura andorrana) prima della scadenza del suo mandato in corso (ma non prima che sia trascorso almeno un anno dalle elezioni precedenti);[12]
- Accreditare i rappresentanti diplomatici di Andorra presso gli stati esteri e ricevere le credenziali dei rappresentanti stranieri ad Andorra;[a]
- Nominare i titolari di cariche pubbliche in conformità alle opportune disposizioni costituzionali;
- Sanzionare ed emanare leggi in conformità con le disposizioni costituzionali;
- Concedere il consenso formale ai trattati internazionali, una volta ratificati dal Consiglio generale.

A ciascun co-principe viene concesso un assegno annuale dal Consiglio generale, di cui dispone come ritiene opportuno. Ognuno nomina un rappresentante personale in Andorra, e in caso di incapacità di uno di loro, la costituzione prevede che l'altro principe governi in sua assenza, con il consenso del capo del governo andorrano o del Consiglio generale.
Alcuni trattati richiedono la partecipazione dei coprincipi (o dei loro rappresentanti designati) al processo di negoziazione nonché la loro approvazione finale; ciò è specificato negli articoli 66 e 67 della Costituzione.
I coprincipi conservano congiuntamente il diritto di proporre emendamenti alla costituzione; questo stesso diritto spetta al Consiglio generale. I coprincipi inoltre non hanno potere di veto sulla legislazione approvata dal Consiglio generale, sebbene mantengano un potere di veto su alcuni trattati internazionali.

## Ruolo vacante
In caso di vacanza di uno dei due coprincipi, Andorra «riconosce la validità delle procedure provvisorie previste dai rispettivi statuti, affinché non venga interrotto il normale funzionamento delle istituzioni andorrane».

## Elenco dei coprincipi
Questa è la lista dei coprincipi di Andorra.
| Coprincipe episcopale | Regno                          | Coprincipe francese                                                      | Regno                                        |
| --- | ------------------------------ | ------------------------------------------------------------------------ | -------------------------------------------- |
| Vescovi di Urgell | Vescovi di Urgell              | Conti di Foix                                                            | Conti di Foix                                |
| Vescovi di Urgell | Vescovi di Urgell              | Casato di Foix                                                           |                                              |
| Pere d'Urtx | 1278–1293                      | Ruggero Bernardo III                                                     | 1278–1302                                    |
| Guglielmo di Montcada | 1295–1308                      | Ruggero Bernardo III                                                     | 1278–1302                                    |
| Guglielmo di Montcada | 1295–1308                      | Casato di Foix-Béarn                                                     |                                              |
| Guglielmo di Montcada | 1295–1308                      | Gastone I                                                                | 1302–1315                                    |
| Ramon Trebaylla | 1309–1326                      | Gastone I                                                                | 1302–1315                                    |
| Ramon Trebaylla | 1309–1326                      | Gastone II                                                               | 1315–1343                                    |
| Arnau de Llordà | 1326–1341                      | Gastone II                                                               | 1315–1343                                    |
| Pietro di Narbona | 1341–1347                      | Gastone II                                                               | 1315–1343                                    |
| Pietro di Narbona | 1341–1347                      | Gastone III Febo                                                         | 1343–1391                                    |
| Nicolau Capoci | 1348–1351                      | Gastone III Febo                                                         | 1343–1391                                    |
| Hugó Desbach | 1351–1361                      | Gastone III Febo                                                         | 1343–1391                                    |
| Guillem Arnau de Patau | 1362–1364                      | Gastone III Febo                                                         | 1343–1391                                    |
| Pere de Luna | 1365–1370                      | Gastone III Febo                                                         | 1343–1391                                    |
| Berenguer d'Erill i de Pallars | 1371–1388                      | Gastone III Febo                                                         | 1343–1391                                    |
| Galcerand de Vilanova | 1388–1396                      | Gastone III Febo                                                         | 1343–1391                                    |
| Galcerand de Vilanova | 1388–1396                      | Matteo                                                                   | 1391–1396                                    |
| Prima annessione ad Aragona Andorra fu per un breve periodo sottomessa alla Corona d'Aragona nel 1396. |                                |                                                                          |                                              |
| Vescovi di Urgell (restaurati) | Vescovi di Urgell (restaurati) | Conti di Foix (restaurati)                                               | Conti di Foix (restaurati)                   |
| Vescovi di Urgell (restaurati) | Vescovi di Urgell (restaurati) | Casato di Foix-Béarn (restaurato)                                        |                                              |
| Galcerand de Vilanova (restaurato) | 1396–1415                      | Matteo (reinstaurato)                                                    | 1396–1398                                    |
| Galcerand de Vilanova (restaurato) | 1396–1415                      | Isabella con Arcimboldo di Grailly                                       | 1398–1413                                    |
| Galcerand de Vilanova (restaurato) | 1396–1415                      | Casato di Foix-Grailly                                                   |                                              |
| Galcerand de Vilanova (restaurato) | 1396–1415                      | Giovanni I                                                               | 1413–1436                                    |
| Francesc de Tovia | 1416–1436                      | Giovanni I                                                               | 1413–1436                                    |
| Francesc de Tovia | 1416–1436                      | Gastone IV                                                               | 1436–1472                                    |
| Arnau Roger de Pallars | 1437–1461                      | Gastone IV                                                               | 1436–1472                                    |
| Giacomo de Cardona i de Gandia | 1462–1466                      | Gastone IV                                                               | 1436–1472                                    |
| Rodrigo Borgia | 1467–1472                      | Gastone IV                                                               | 1436–1472                                    |
| Pietro de Cardona | 1472–1512                      | Re di Navarra                                                            | Re di Navarra                                |
| Pietro de Cardona | 1472–1512                      | Francesco Febo                                                           | 1472–1483                                    |
| Pietro de Cardona | 1472–1512                      | Caterina con Giovanni d'Albret                                           | 1483–1512                                    |
| Seconda annessione ad Aragona Andorra fu per un breve periodo sottomessa alla Corona d'Aragona nel 1512–1513. |                                |                                                                          |                                              |
| Vescovi di Urgell (restaurati) | Vescovi di Urgell (restaurati) | Re di Navarra (restaurati)                                               | Re di Navarra (restaurati)                   |
| Vescovi di Urgell (restaurati) | Vescovi di Urgell (restaurati) | Casato di Foix-Grailly (restaurato)                                      |                                              |
| Pietro de Cardona (restaurato) | 1513–1515                      | Caterina con Giovanni d'Albret (restaurati)                              | 1513–1517                                    |
| Joan Despés | 1515–1530                      | Caterina con Giovanni d'Albret (restaurati)                              | 1513–1517                                    |
| Joan Despés | 1515–1530                      | Casato d'Albret                                                          |                                              |
| Joan Despés | 1515–1530                      | Enrico II                                                                | 1517–1555                                    |
| Pedro Jordà de Urríes | 1532–1533                      | Enrico II                                                                | 1517–1555                                    |
| Francesc de Urríes | 1534–1551                      | Enrico II                                                                | 1517–1555                                    |
| Miquel Despuig | 1552–1556                      | Enrico II                                                                | 1517–1555                                    |
| Miquel Despuig | 1552–1556                      | Giovanna III con Antonio di Borbone                                      | 1555–1572                                    |
| Joan Pérez García de Oliván | 1556–1560                      | Giovanna III con Antonio di Borbone                                      | 1555–1572                                    |
| Pere de Castellet | 1561–1571                      | Giovanna III con Antonio di Borbone                                      | 1555–1572                                    |
| Joan Dimas Loris | 1572–1576                      | Casato di Borbone                                                        | Casato di Borbone                            |
| Joan Dimas Loris | 1572–1576                      | Enrico III Enrico IV di Francia                                          | 1572–1610                                    |
| Miquel Jeroni Morell | 1577–1579                      | Enrico III Enrico IV di Francia                                          | 1572–1610                                    |
| Hugó Ambrós de Montcada | 1580–1586                      | Enrico III Enrico IV di Francia                                          | 1572–1610                                    |
| Andreu Capella | 1587–1609                      | Enrico III Enrico IV di Francia                                          | 1572–1610                                    |
| Bernat de Salbà i de Salbà | 1610–1620                      | Luigi II Luigi XIII di Francia                                           | 1610–1620                                    |
| Luís Díes Aux de Armendáriz | 1621–1627                      | Re di Francia                                                            | Re di Francia                                |
| Luís Díes Aux de Armendáriz | 1621–1627                      | Luigi XIII                                                               | 1620–1643                                    |
| Antoni Pérez i Maxo | 1627–1633                      | Luigi XIII                                                               | 1620–1643                                    |
| Pau Duran | 1634–1651                      | Luigi XIII                                                               | 1620–1643                                    |
| Pau Duran | 1634–1651                      | Luigi XIV                                                                | 1643–1715                                    |
| Joan Manuel de Espinosa | 1655–1663                      | Luigi XIV                                                                | 1643–1715                                    |
| Melcior Palau i Boscà | 1664–1670                      | Luigi XIV                                                                | 1643–1715                                    |
| Pere de Copons i de Teixidor | 1671–1681                      | Luigi XIV                                                                | 1643–1715                                    |
| Joan Desbach Martorell | 1682–1688                      | Luigi XIV                                                                | 1643–1715                                    |
| Oleguer de Montserrat Rufet | 1689–1694                      | Luigi XIV                                                                | 1643–1715                                    |
| Julià Cano Thebar | 1695–1714                      | Luigi XIV                                                                | 1643–1715                                    |
| Simeó de Guinda y Apeztegui | 1714–1737                      | Luigi XIV                                                                | 1643–1715                                    |
| Simeó de Guinda y Apeztegui | 1714–1737                      | Luigi XV                                                                 | 1715–1774                                    |
| Jordi Curado y Torreblanca | 1738–1747                      | Luigi XV                                                                 | 1715–1774                                    |
| Sebastià de Victoria Emparán y Loyola | 1747–1756                      | Luigi XV                                                                 | 1715–1774                                    |
| Francesc Josep Catalán de Ocón | 1757–1762                      | Luigi XV                                                                 | 1715–1774                                    |
| Francesc Fernández de Xátiva y Contreras | 1763–1771                      | Luigi XV                                                                 | 1715–1774                                    |
| Joaquín de Santiyán y Valdivielso | 1772–1779                      | Luigi XV                                                                 | 1715–1774                                    |
| Joaquín de Santiyán y Valdivielso | 1772–1779                      | Luigi XVI                                                                | 1774–1792                                    |
| Juan de García y Montenegro | 1780–1783                      | Luigi XVI                                                                | 1774–1792                                    |
| Josep de Boltas | 1785–1795                      | Luigi XVI                                                                | 1774–1792                                    |
| Josep de Boltas | 1785–1795                      | Prima Repubblica francese La Francia rinuncia al diritto di coprincipato |                                              |
| Francesc Antoni de la Dueña y Cisneros | 1797–1816                      |                                                                          |                                              |
| Francesc Antoni de la Dueña y Cisneros | 1797–1816                      | Imperatori dei Francesi                                                  |                                              |
| Francesc Antoni de la Dueña y Cisneros | 1797–1816                      | Casato dei Bonaparte                                                     |                                              |
| Francesc Antoni de la Dueña y Cisneros | 1797–1816                      | Napoleone I                                                              | 1806–1814                                    |
| Francesc Antoni de la Dueña y Cisneros | 1797–1816                      | Re di Francia (restaurati)                                               |                                              |
| Francesc Antoni de la Dueña y Cisneros | 1797–1816                      | Casato dei Borbone (restaurato)                                          |                                              |
| Francesc Antoni de la Dueña y Cisneros | 1797–1816                      | Luigi XVIII                                                              | 1814–1815                                    |
| Francesc Antoni de la Dueña y Cisneros | 1797–1816                      | Imperatori dei Francesi (restaurati)                                     |                                              |
| Francesc Antoni de la Dueña y Cisneros | 1797–1816                      | Casato dei Bonaparte (restaurato)                                        |                                              |
| Francesc Antoni de la Dueña y Cisneros | 1797–1816                      | Napoleone I (restaurato)                                                 | 1815                                         |
| Francesc Antoni de la Dueña y Cisneros | 1797–1816                      | Napoleone II                                                             | 1815                                         |
| Bernat Francés y Caballero | 1817–1824                      | Re di Francia (restaurati)                                               | Re di Francia (restaurati)                   |
| Bernat Francés y Caballero | 1817–1824                      | Casato dei Borbone (restaurato)                                          |                                              |
| Bernat Francés y Caballero | 1817–1824                      | Luigi XVIII (restaurato)                                                 | 1815–1824                                    |
| Bonifaci López y Pulido | 1824–1827                      | Carlo X                                                                  | 1824–1830                                    |
| Simó de Guardiola y Hortoneda | 1827–1851                      | Carlo X                                                                  | 1824–1830                                    |
| Simó de Guardiola y Hortoneda | 1827–1851                      | Casato di Borbone-Orléans                                                |                                              |
| Simó de Guardiola y Hortoneda | 1827–1851                      | Luigi Filippo                                                            | 1830–1848                                    |
| Simó de Guardiola y Hortoneda | 1827–1851                      | Presidenti della Seconda Repubblica francese                             |                                              |
| Simó de Guardiola y Hortoneda | 1827–1851                      | Luigi Napoleone Bonaparte                                                | 1848–1852                                    |
| Simó de Guardiola y Hortoneda | 1827–1851                      | Imperatori dei Francesi (restaurati)                                     |                                              |
| Simó de Guardiola y Hortoneda | 1827–1851                      | Casato dei Bonaparte (restaurato)                                        |                                              |
| Simó de Guardiola y Hortoneda | 1827–1851                      | Napoleone III di Francia                                                 | 1852–1870                                    |
| Josep Caixal i Estradé | 1853–1879                      | Napoleone III di Francia                                                 | 1852–1870                                    |
| Josep Caixal i Estradé | 1853–1879                      | Presidenti della Terza Repubblica francese                               |                                              |
| Josep Caixal i Estradé | 1853–1879                      | Adolphe Thiers                                                           | 1871–1873                                    |
| Josep Caixal i Estradé | 1853–1879                      | Patrice de Mac-Mahon                                                     | 1873–1879                                    |
| Salvador Casañas y Pagés | 1879–1901                      | Jules Grévy                                                              | 1879–1887                                    |
| Salvador Casañas y Pagés | 1879–1901                      | Sadi Carnot                                                              | 1887–1894                                    |
| Salvador Casañas y Pagés | 1879–1901                      | Jean Casimir-Perier                                                      | 1894–1895                                    |
| Salvador Casañas y Pagés | 1879–1901                      | Félix Faure                                                              | 1895–1899                                    |
| Salvador Casañas y Pagés | 1879–1901                      | Émile Loubet                                                             | 1899–1906                                    |
| Ramon Riu i Cabanes | 1901                           | Émile Loubet                                                             | 1899–1906                                    |
| Toribio Martín (facente funzione) | 1902                           | Émile Loubet                                                             | 1899–1906                                    |
| Joan Josep Laguarda i Fenollera | 1902–1906                      | Émile Loubet                                                             | 1899–1906                                    |
| Josep Pujargimzú (facente funzione) | 1907                           | Armand Fallières                                                         | 1906–1913                                    |
| Juan Benlloch y Vivó | 1907–1919                      | Armand Fallières                                                         | 1906–1913                                    |
| Juan Benlloch y Vivó | 1907–1919                      | Raymond Poincaré                                                         | 1913–1920                                    |
| Jaume Viladrich i Gaspa (facente funzione) | 1919–1920                      | Raymond Poincaré                                                         | 1913–1920                                    |
| Justí Guitart i Vilardebó | 1920–1934                      | Paul Deschanel                                                           | 1920                                         |
| Justí Guitart i Vilardebó | 1920–1934                      | Alexandre Millerand                                                      | 1920–1924                                    |
| Justí Guitart i Vilardebó | 1920–1934                      | Gaston Doumergue                                                         | 1924–1931                                    |
| Justí Guitart i Vilardebó | 1920–1934                      | Paul Doumer                                                              | 1931–1932                                    |
| Justí Guitart i Vilardebó | 1920–1934                      | Albert Lebrun                                                            | 1932–1934                                    |
| Regno di Andorra Il Consiglio Generale delle Valli d'Andorra dichiarò Boris I d'Andorra primo re di Andorra l'8 luglio 1934, ciò nonostante il suo regno durò solo 13 giorni, allorché venne arrestato dalla Guardia Civil spagnola il 21 luglio 1934 su petizione del Vescovo di Urgel per usurpazione di autorità. |                                |                                                                          |                                              |
| Casato di Skosyrev |                                |                                                                          |                                              |
| Boris I | Boris I                        | Boris I                                                                  | 1934-1934                                    |
| Justí Guitart i Vilardebó | 1934-1940                      | Albert Lebrun                                                            | 1934-1940                                    |
| Ricard Fornesa (facente funzione) | 1940–1943                      | Capi dello Stato francese (Governo di Vichy)                             | Capi dello Stato francese (Governo di Vichy) |
| Ricard Fornesa (facente funzione) | 1940–1943                      | Philippe Pétain                                                          | 1940–1944                                    |
| Ramón Iglesias i Navarri | 1943–1969                      | Philippe Pétain                                                          | 1940–1944                                    |
| Ramón Iglesias i Navarri | 1943–1969                      | Capi del Governo provvisorio della Repubblica francese                   |                                              |
| Ramón Iglesias i Navarri | 1943–1969                      | Charles de Gaulle                                                        | 1944–1946                                    |
| Ramón Iglesias i Navarri | 1943–1969                      | Félix Gouin                                                              | 1946                                         |
| Ramón Iglesias i Navarri | 1943–1969                      | Georges Bidault                                                          | 1946–1947                                    |
| Ramón Iglesias i Navarri | 1943–1969                      | Presidenti della Quarta Repubblica francese                              |                                              |
| Ramón Iglesias i Navarri | 1943–1969                      | Vincent Auriol                                                           | 1947–1954                                    |
| Ramón Iglesias i Navarri | 1943–1969                      | René Coty                                                                | 1954–1959                                    |
| Ramón Iglesias i Navarri | 1943–1969                      | Presidenti della Quinta Repubblica francese                              |                                              |
| Ramón Iglesias i Navarri | 1943–1969                      | Charles de Gaulle                                                        | 1959–1969                                    |
| Ramón Malla Call (facente funzione) | 1969–1971                      | Georges Pompidou                                                         | 1969–1974                                    |
| Joan Martí Alanis | 1971–2003                      | Georges Pompidou                                                         | 1969–1974                                    |
| Joan Martí Alanis | 1971–2003                      | Valéry Giscard d'Estaing                                                 | 1974–1981                                    |
| Joan Martí Alanis | 1971–2003                      | François Mitterrand                                                      | 1981–1995                                    |
| Joan Martí Alanis | 1971–2003                      | Jacques Chirac                                                           | 1995–2007                                    |
| Joan Enric Vives i Sicília | 2003–2025                      | Jacques Chirac                                                           | 1995–2007                                    |
| Joan Enric Vives i Sicília | 2003–2025                      | Nicolas Sarkozy                                                          | 2007–2012                                    |
| Joan Enric Vives i Sicília | 2003–2025                      | François Hollande                                                        | 2012–2017                                    |
| Joan Enric Vives i Sicília | 2003–2025                      | Emmanuel Macron                                                          | 2017–in carica                               |
| Josep-Lluís Serrano Pentinat | 2025–in carica                 |                                                                          | 2017–in carica                               |

### Annotazioni
1. ↑  Ciò implica che le lettere credenziali degli ambasciatori di Francia ad Andorra o viceversa siano firmate due volte dal presidente francese: una volta come mittente e una volta come destinatario.

### Fonti
1. ↑   The constitution of the Principality of Andorra, su andorramania.com.
2. ↑  (EN) Why is the President of France Co-Prince of Andorra?, su royalcentral.co.uk, Royal Central, 7 ottobre 2019. URL consultato il 9 novembre 2019.
«Il presidente della Francia, Emmanuel Macron, ricopre il ruolo di coprincipe di Andorra oltre ai suoi doveri di presidente francese ed è uno dei pochi esempi di leader democraticamente eletto che presta servizio in veste reale in un altro paese. Dal 2003, l'altro coprincipe è il vescovo di Urgell dalla Spagna, Joan-Enric Vives i Sicília.»
3. ↑  (CA) Things about the history of Andorra, su coprince-fr.ad (archiviato dall'url originale il 9 febbraio 2010).
4. ↑   Events, Issues 19–24, p. 46, 1938
5. ↑   Andorra: Septicentennial for a Ministate. URL consultato l'11 luglio 2024 (archiviato dall'url originale il 5 dicembre 2008), from Time, 30 October 1978.
6. ↑   Sarkozy threatens to renounce Andorran title.
7. ↑  (ES) Jesús Bastante, La aprobación de la ley del Aborto en Andorra podría llevar a Vives a Barcelona, in Periodisto Digital, 22 settembre 2014. URL consultato il 3 gennaio 2023.
8. ↑  Constitution of Andorra, 1:4.
9. ↑  Constitution of Andorra, 43:1–2.
10. ↑  Constitution of Andorra, Article 46.
11. ↑  Constitution of Andorra, Article 45.
12. ↑  Constitution of Andorra:45:1:E and 71:1–3.
13. ↑  Constitution of Andorra, 47.
14. ↑  Constitution of Andorra, 48.
15. ↑  Constitution of Andorra, 45:3.
16. ↑  Constitution of Andorra, 105.
17. ↑  Constitution of Andorra, 49.
18. ↑   Andorra, su rulers.org.